# Белянка (приток Уфы)
Белянка — река в России, протекает по Белокатайскому району Башкортостана. Устье реки находится на 741-м км левого берега реки Уфа в селе Белянка.
Длина реки составляет 19 км.

## Данные водного реестра
По данным государственного водного реестра России относится к Камскому бассейновому округу, водохозяйственный участок реки — Уфа от Нязепетровского гидроузла до Павловского гидроузла, без реки Ай, речной подбассейн реки — Белая. Речной бассейн реки — Кама.
Код водного объекта в государственном водном реестре — 10010201112111100020544.